# Agatha Award/Bester historischer Roman
Bester historischer Roman (englisch Best Historical Novel) ist eine der sechs regulären Kategorien, in denen der amerikanische Literaturpreis Agatha Award von der Malice Domestic Ltd. vergeben wird. Der Preis in dieser Kategorie wird seit 2012 jährlich verliehen; er zeichnet das beste im Vorjahr erschienene Werk eines Autors aus dem Mystery-Genre, der sich an den Werken der bekannten britischen Kriminalschriftstellerin Agatha Christie (1890–1976) orientiert, aus.
Die Gewinner des Agatha Awards in der Kategorie Bester historischer Roman sind, nach Jahr des Erscheinens der jeweiligen Werke geordnet:
| Jahr | Preisträger        | Romantitel                                    | Deutscher Titel                    |
| ---- | ------------------ | --------------------------------------------- | ---------------------------------- |
| 2011 | Rhys Bowen         | Naughty in Nice                               | Ein königliches Geheimnis          |
| 2012 | Catriona McPherson | Dandy Gilver and an Unsuitable Day for Murder |                                    |
| 2013 | Charles Todd       | A Question of Honor                           |                                    |
| 2014 | Rhys Bowen         | Queen of Hearts                               | Juwelenraub in den Hollywood Hills |
| 2015 | Laurie R. King     | Dreaming Spies                                |                                    |
| 2016 | Catriona McPherson | Dandy Gilver and the Reek of Red Herrings     |                                    |
| 2017 | Rhys Bowen         | In Farleigh Field                             |                                    |
| 2018 | Sujata Massey      | The Widows of Malabar Hill                    |                                    |
| 2019 | Edith Maxwell      | Charity’s Burden                              |                                    |
| 2020 | Rhys Bowen         | The Last Mrs. Summers                         | Ein mörderisches Erbe              |
| 2021 | Lori Rader-Day     | Death at Greenway                             |                                    |
| 2022 | Amanda Flower      | Because I Could Not Stop for Death            |                                    |
| 2023 | Sujata Massey      | The Mistress of Bhatia House                  |                                    |
| 2024 | Amanda Flower      | To Slip the Bonds of Earth                    |                                    |